# N/S
N/S, är en förkortning för eng. nuclear ship ("atomdrivet skepp") och placeras före ett atomdrivet fartygs namn, till exempel N/S Engelbrekt.
Ett känt tidigt atomdrivet fartyg var amerikanska NS Savannah, som sjösattes 1959 och var i drift 1962-1971. Det har av olika skäl visa sig svårt att få ekonomi i kommersiell drift av atomfartyg, men atomdrift används i många större statsfartyg, såsom ubåtar och hangarfartyg i stormakternas örlogsflottor, och ryssarna har isbrytare som är atomdrivna.